# Гитлин, Мойсей
Мойсей Гитлин (англ. Moses Gitlin, 1896, Александрово, Киевская губерния, Российская империя — 10 января 1969, Кливленд, Огайо, Соединённые Штаты Америки) — протестантский проповедник, миссионер, религиозный и общественный деятель белорусского зарубежья.

## Биография
Родился 18 июля 1896 года (по иным сведениям в 1897 году). Выходец из бедной еврейской семьи, рано лишился отца. Работал помощником мастера по пошивке головных уборов.
В 1912 году после знакомства с украинским баптистским пастором Кириченко принял христианство. В 1913 году эмигрировал в США к своей старшей сестре и послелился в Нью-Йорке. Работал по специальности, занимался миссионерством среди евреев.
Переехал в Филадельфию и учился в Темплском университете, затем в Библейском институте Вильгельма Фетлера.
В 1922 женился на эмигрантке из СССР.
До 1939 года работал миссионером в Польше.
Перед началом войны вернулся в США.
Принимал участие в переводе Библии на белорусский язык.
Похоронен в Кливленде.
Имел 6 детей.